# Czesław Wasiłowski
Czesław Wasiłowski (ur. 21 września 1950 na Mazowszu) – polski artysta fotograf, uhonorowany tytułem Artiste FIAP (AFIAP). Członek rzeczywisty i Artysta Fotoklubu Rzeczypospolitej Polskiej Stowarzyszenia Twórców (AFRP).

## Życiorys
Czesław Wasiłowski w 1955 roku zamieszkał na Mazurach w Iławie. Jego profesjonalne fotografowanie miało początki w 1970 roku. W 1984 roku stworzył pierwszą w Polsce Galerię Fotografii Barwnej.   
Jest autorem i współautorem wielu wystaw fotograficznych; indywidualnych i zbiorowych, poplenerowych, pokonkursowych. Fotografie Wasiłowskiego prezentowano w krajach takich jak: Australia, Belgia, Brazylia, Czechosłowacja, Cypr, Francja, Hiszpania, Indie, Japonia, Niemcy, Nowa Zelandia, Polska, Portugalia, Singapur, Tajlandia, USA, Wielka Brytania, Zambia. Wielokrotnie uczestniczył w Międzynarodowych Salonach Fotograficznych, organizowanych pod patronatem FIAP, zdobywając wiele medali, nagród, wyróżnień, dyplomów oraz listów gratulacyjnych.    
W 1995 roku Czesław Wasiłowski został przyjęty w poczet członków Fotoklubu Rzeczypospolitej Polskiej Stowarzyszenia Twórców. Decyzją Komisji Kwalifikacji Zawodowych Fotoklubu RP, otrzymał dyplom potwierdzający kwalifikacje do wykonywania zawodu artysty fotografa, fotografika (legitymacja nr 040).    
Gratyfikacją twórczość Czesława Wasiłowskiego, było przyznanie mu tytułu honorowego – Artiste FIAP (AFIAP) - przez Międzynarodową Federację Sztuki Fotograficznej FIAP. W 2018 roku został uhonorowany Medalem „Za Zasługi dla Fotografii Polskiej” – odznaczeniem przyznawanym przez Kapitułę Fotoklubu Rzeczypospolitej Polskiej Stowarzyszenia Twórców – w 100. rocznicę odzyskania przez Polskę niepodległości.  

## Fotografie w zbiorach
- Biblioteki Narodowej w Warszawie
- Filmoteki Narodowej w Warszawie
- Muzeum Narodowego we Wrocławiu
- Muzeum Sztuki w Łodzi
- Muzeum Uniwersytetu Warszawskiego
- Muzeum Historii Fotografii w Krakowie
- Muzeum Literatury im. Adama Mickiewicza w Warszawie
- Muzeum Kinematografii w Łodzi
- Muzeum Teatralnym Teatru Narodowego w Warszawie
- Muzeum Warmii i Mazur w Olsztynie
- Muzeum w Lozannie

Źródło

## Odznaczenia
- Srebrny Krzyż Zasługi (2005)[9]
- Medal 150-lecia Fotografii (1839–1989)
- Medal 700-lecia Miasta Iławy (1305–2005)
- Odznaka „Zasłużony Działacz Kultury”
- Odznaka honorowa „Zasłużony dla Kultury Polskiej” (2016)[10][11]
- Medal „Za Zasługi dla Fotografii Polskiej” (2018)[12]

Źródło